# Hans Hammerer
Hans Hammerer (* 17. Juli 1948 in Dornbirn) ist ein österreichischer Unternehmer und Musiker.
Seit 1997 bietet Hammerer unter der Marke G´sund & Vital Gesundheitspflegeleistungen im Bereich Wellness an, wofür er mehrfach mit Preisen ausgezeichnet wurde. Er ist auch Autor eines Musikalbums und eines Buches.

## Werke
- CD/MC (Koch International): Lebe Dein Leben in Harmonie, 1996
- Buch (Kneipp Verlag): Lebe Dein Leben in Harmonie, 2002, ISBN 978-3-902-19119-9

## Auszeichnungen
- Wirtschaftskammer Österreich: „Unternehmer des Jahres 1998“ in der Kategorie „Dienstleistungen“[1]
- Vorarlberg Tourismus: Innovationspreis
- Land Vorarlberg: Vorarlberger Gesundheits-Preis 2006 – Anerkennungspreis[2]
- Wirtschaftskammer Vorarlberg: Silberne Ehrenmedaille für besondere Verdienste um die gewerbliche Wirtschaft sowie Goldenes Ehrenzeichen für Verdienste um die Vorarlberger Tourismuswirtschaft
- Berufstitel Professor (2010)[2]